# Urumea
Urumea je řeka ve Španělsku (autonomní společenství Navarra a Baskicko). Pramení v Baskických horách nedaleko města Goizueta a vlévá se do Biskajského zálivu, u jejího ústí leží město San Sebastián. Urumea je dlouhá 59,4 km, její povodí má rozlohu 279 km² a průměrný průtok dosahuje 13,63 m³/h. Leží na ní města Hernani, Astigarraga a Loyola. Významným přítokem je Landerbaso.
Název řeky pochází z baskického výrazu „ur mehea“ (čirá voda). Díky vysoké kvalitě vody zde žijí lososi, úhoři a střevle. Oblast na horním toku řeky je velmi deštivá, v úzkém údolí dochází k častým povodním a přesunům koryta. Ústí Urumey je proslulé vysokými vlnami, které jsou využívány k surfingu. Povodí řeky patří k hlavním oblastem španělské produkce cideru.